# Эмблема ХАМАС
Эмблема ХАМАС, палестинской исламистской террористической организации, правящей в секторе Газа, содержит исламские и милитаристские мотивы.

## Описание
На эмблеме изображены два скрещённых меча перед Куполом Скалы в Иерусалиме. Мечеть обрамляют два палестинских флага, на которых изображены два высказывания, составляющие шахаду: «Нет бога, кроме Аллаха» (правый флаг) и «Мухаммед — посланник Аллаха» (левый флаг).
Над Куполом Скалы изображена территория Подмандатной Палестины. Сразу под Куполом написано «Палестина», а под ним на зелёном баннере: «Исламское движение сопротивления — ХАМАС».